# Sigmatomera (Sigmatomera) angustirostris
Sigmatomera (Sigmatomera) angustirostris is een tweevleugelige uit de familie steltmuggen (Limoniidae). De soort komt voor in het Neotropisch gebied.